# Normlösa
Normlösa uttal (fil) är kyrkbyn i Normlösa socken och småort i Mjölby kommun. SCB klassade bebyggelsen som en småort 1990 med 54 invånare. År 1995 och 2000 understeg antalet 50 och den räknades då inte som småort, men från 2005 har återigen antalet överstigit 50 och Normlösa räknas sedan dess som småort igen. 
Normlösa kyrka som ligger i byn härrör från 1100-talet.
Normlösa blev av Språktidningen vald till Sveriges femte roligaste ortsnamn år 2022.